# Balomir, Hunedoara
Balomir este un sat în comuna Sântămăria-Orlea din județul Hunedoara, Transilvania, România.

## Geografie
Balomir este localizat în județul Hunedoara, făcând parte din comuna Sântamaria-Orlea. Satul este străbătut de râul Valea Mare, afluentul drept al Streiului, în care se varsă aproape de confluența dintre Râul Mare și valea Streiului. Drumul antic roman care venea de la Sarmizegetusa Regia trecea prin acest defileu, străbătut acum și de calea ferată Simeria–Subcetate–Petroșani.

## Istorie
Localitatea este menționată în 1451 cu numele Balamer, iar în 1687, ca Balomir, cuvânt de origine slavă.

## Demografie

### Populație
Balomir este un sat de mărime mică, dispunerea lui fiind una lineară, și având o populație de aproximativ 400 de persoane. O parte însemnată din populație a emigrat din comună.

### Creștinism și cultură
În sat se regăsesc patru biserici de confesiuni diferite și anume: penticostală, ortodoxă, baptistă și interconfesională. Datorită acestui fapt, rata infracționalității este foarte scăzută în comună.

## Infrastructură

### Transporturi
În luna octombrie 2011, Balomir a fost gazda mai multor oficialități locale și județene, venite să participe la festivitatea de inaugurare a unei porțiuni de 8 km din DJ 668 Bucium–Orlea–Gânțaga, complet modernizat, precum și a noii construcții a podului peste râul Strei, din satul Balomir. Actualul pod măsoară 42 m lungime și are o lățime de 7,8 m, plus trotuarele, comparativ cu vechea construcție, care avea o lățime de doar 4 m, reîncadrându-se în standardele unui drum județean. Constructorul garantează 100 de ani pentru pod și cel puțin șapte ani pentru drum. DJ 668 este primul proiect cu finanțare europeană finalizat în județul Hunedoara și cifrează 35 de km lungime din DN7 și DN66.

### Internet
Satul dispune încă din anul 2007 de tehnologie modernă de conexiune la internet fără fir, fiind primul sat al comunei, și în premieră al județului, care a dispus de acest serviciu. De asemena, școala primară din localitate a fost conectată la internet, fiind a doua școală din comună care dispune de acest serviciu.